# Microterys polylaus
Microterys polylaus är en stekelart som först beskrevs av Walker 1846.  Microterys polylaus ingår i släktet Microterys och familjen sköldlussteklar. Inga underarter finns listade i Catalogue of Life.